# OMON

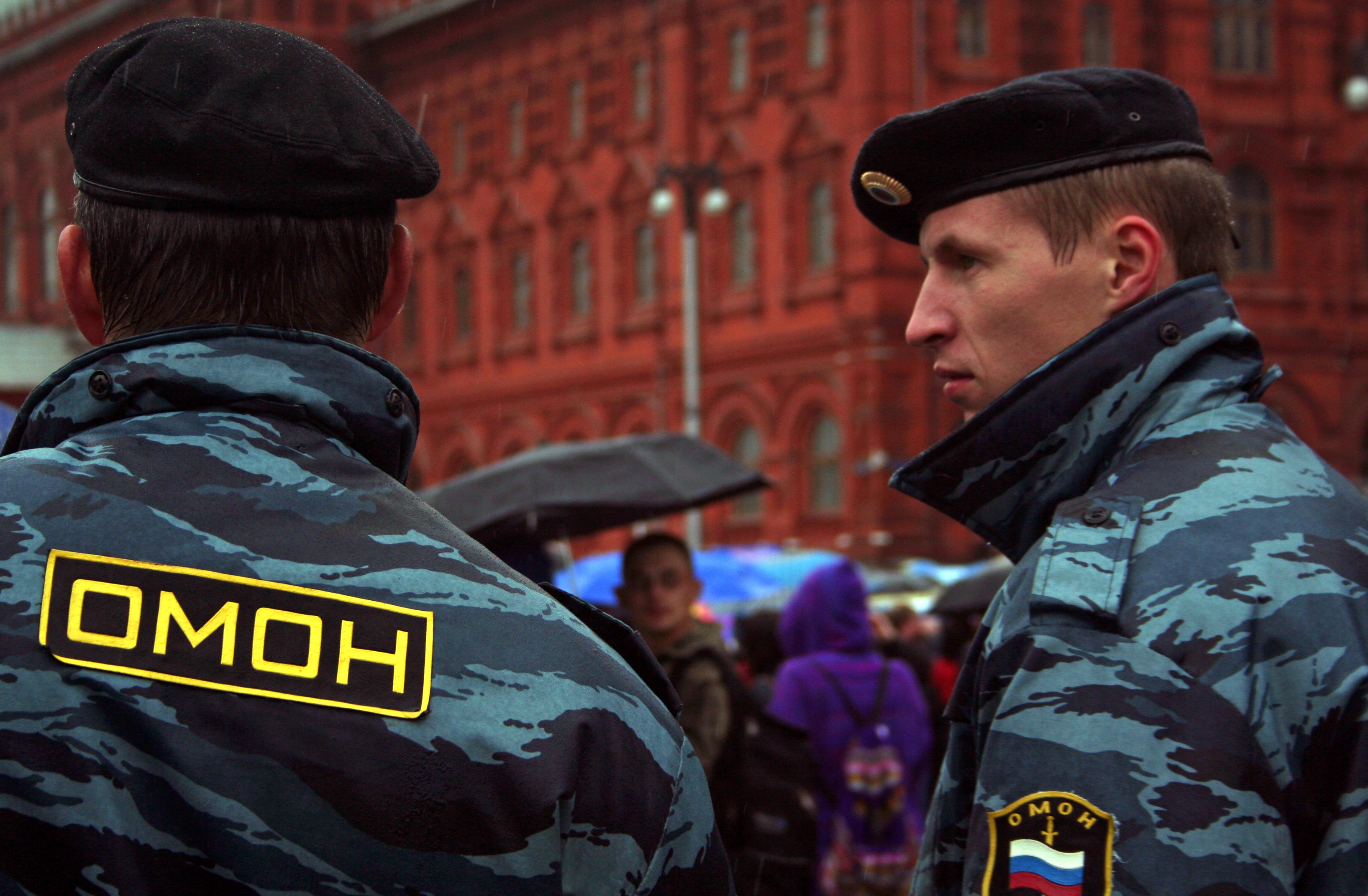
ОМОН隊員（モスクワ、赤の広場）

「ズーブル («Зубр»)」隊の基地を視察するメドヴェージェフとヌルガリエフ

OMON（オモン、露: ОМОН; ロシア語: отряд мобильный особого назначения、英語: Special Purpose Mobile Unit）とは、ロシア国家親衛隊の特殊部隊。デモ・暴動の鎮圧を主な任務としている。また一般警察を支援する任務にも携わり、例として武装犯罪集団の取り締まり、薬物犯罪の取り締まり、人質事件への対応、刑事事件の被疑者を移送する際の警備、特定の建築物の警備を挙げることができる。
OMONは、ロシア国家親衛隊のもう一つの特別警察組織である緊急対応特殊課（SOBR）よりもはるかに規模が大きく、よく知られている。現代では、OMONは機動隊、または憲兵隊のような準軍事組織として機能している。OMON部隊はベラルーシ、カザフスタン、タジキスタン、その他の旧ソ連諸国にも存在する。しかし、旧ソ連の部隊の中には、名前や頭字語を変更したものもある。ロシア語話者は、OMON将校を一般にオモノフツィ（ロシア語：омоновцы、単数形：omonovyets –ロシア語：омоновец）と呼ぶ。

## 歴史
1988年10月3日、ソビエト連邦内務省の監督下においてモスクワに「Отряд милиции особого назначения」（ОМОН、特別任務民警支隊）創設。
2011年11月30日、内務省令により「Отряд мобильный особого назначения」（特別任務機動隊）に改称。
2016年、国家親衛隊に移管した。

## 装備
AK-74，AKS-74U，AK-74M，9A91，RPGシリーズのロケットランチャー、マカロフPMなどの銃器、警棒、ライオットシールド、スタングレネード、催涙スプレー、放水砲、長距離音響装置で武装している。
使用するヘルメット:ЗШ製Zsh-1-2M、K6-3、STSH-81
使用するベスト・ボディーアーマー:V95、M22、M24、Kora-1M、VV-1
黒いベレーと青を基調とした警察迷彩服の姿が知られているが、野戦など任務ごとに応じてそれ以外の色の制服を着用することもある。

## 主な活動
- 1990年11月～1991年8月22日：独立を宣言したリトアニアが設置した国境警備隊（英語版）の検問所を攻撃（OMONによるリトアニア国境検問所襲撃事件）
- 1991年1月 - リトアニア首都ヴィリニュスでの占拠された通信施設に対する攻撃（血の日曜日事件 (リトアニア)）
- 1991年7月 - ラトビア首都リガでの血の日曜日事件（en:The Barricades）
- 1993年 - 10月政変
- 1994年 - 1996年 - 第一次チェチェン紛争
- 1999年 - 2009年 - 第二次チェチェン紛争
  - 2000年3月 - セルギエフ・ポサードOMON伏撃事件
  - 2002年10月 - モスクワ劇場占拠事件
  - 2004年9月 - ベスラン学校占拠事件
- 2022年2月 - 現在 - ウクライナ侵攻

## 著名人物
元OMON隊員の経歴を持つ人物
- ヴィクトル・アルクスニス
- アレクサンダー・ウスティノフ